# Mozartwohnung (Wenen)
De Mozartwohnung, ook wel Figarohaus, is een museum in Wenen. Het is gewijd aan het werk en leven van de componist Wolfgang Amadeus Mozart (1756-1791) die hier met zijn gezin tweeënhalf jaar woonde. Hier componeerde hij onder meer Le nozze di Figaro (Figaro's bruiloft),

## Collectie
Het museum toont de ruimtes waar hij woonde. Er wordt ingegaan op zijn levensomstandigheden in Wenen en op zijn werkzaamheden als operacomponist. Het bestaat uit vier kamers, twee achterkamers en een keuken, en bestrijkt meerdere verdiepingen.

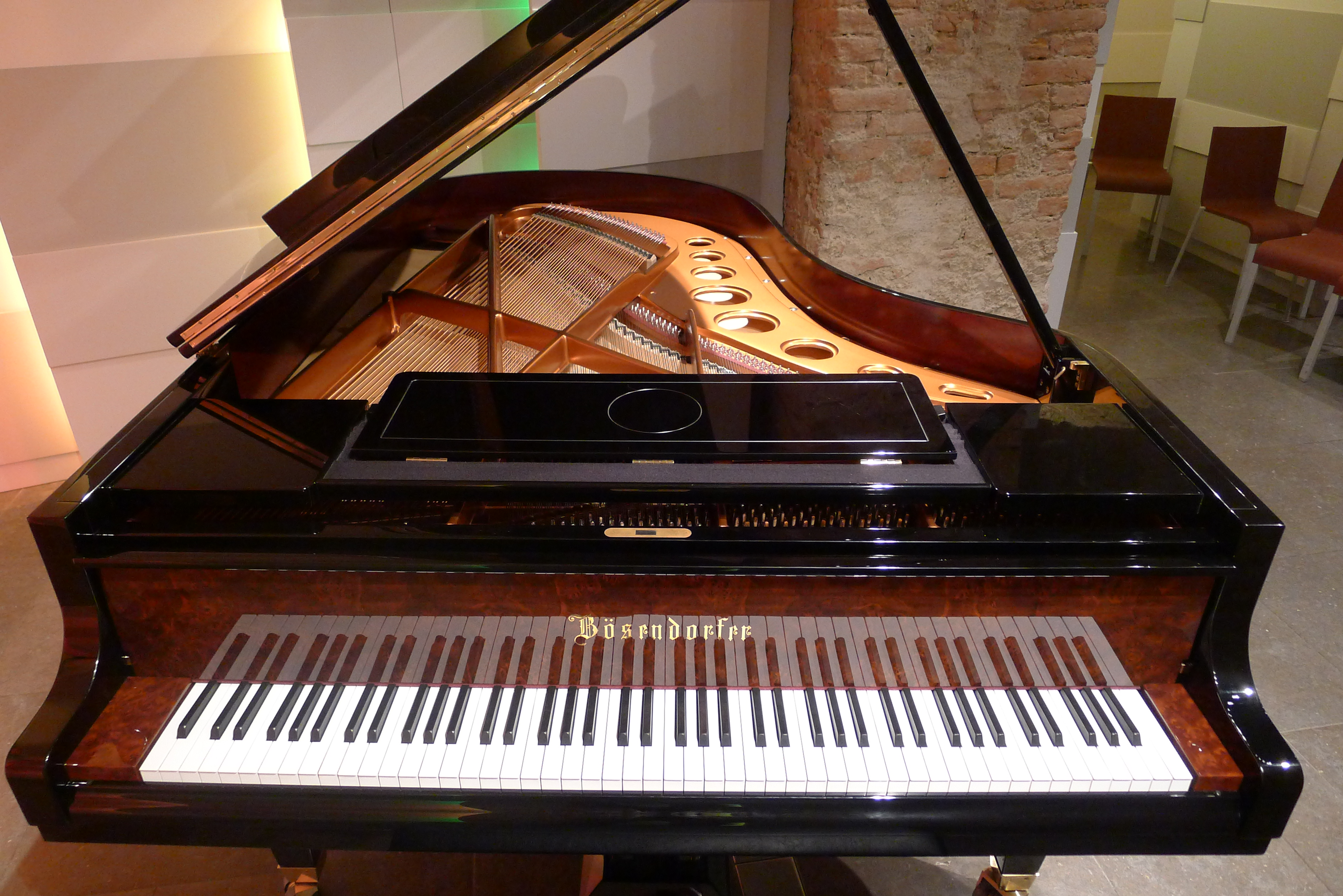
Bösendorfer-vleugel in het museum

Er zijn geen originele meubelen in het bezit van het museum, zodat er een eigen presentatie gegeven wordt van  vergelijkbare stukken of stukken uit zijn tijd. Er is een piano van de Weense bouwer Bösendorfer aanwezig en een bordspeltafel voor schaken en tricktrack, een variant van backgammon. Ook is er een Flötenuhr (muziekuurwerk) te zien uit 1796, met daarin zijn compositie Andante für eine Walze in eine kleine Orgel.

## Geschiedenis
Mozart woonde bij elkaar tien jaar in Wenen en van eind september 1784 tot eind april 1787 in deze woning. Toen hij, zijn echtgenote Constanze en hun kinderen hier kwamen wonen, was het zijn negende woning in zeven jaar tijd. Dit is echter de enige woning die behouden is.
De woonruimtes van Mozart werden in 1941 door de nazi's geopend. Dit gebeurde ter viering van zijn honderdvijftigste overlijdensdag.
Tot 2006 was het een bescheiden museum. In aanloop naar het Mozartjaar in 2006 werd het pand grondig gerenoveerd met een budget van acht miljoen euro. Het binnenhof is tegenwoordig voorzien van een glaspartij en het pand heeft een moderne inrichting en een lift.